# Kỷ Xuất công
Kỷ Xuất công (chữ Hán: 杞出公; trị vì: 460 TCN-449 TCN), tên là Tự Sắc, là vị vua thứ 20 của nước Kỷ - chư hầu nhà Chu trong lịch sử Trung Quốc.
Ông là con của Kỷ Mẫn công và cháu của Kỷ Ai công - vua thứ 18 và 19 nước Kỷ. Năm 461 TCN, Kỷ Ai công qua đời, ông lên ngôi vua. Sử không chép rõ việc chuyển đổi quyền lực giữa Ai công và Xuất công ra sao.
Kỷ Xuất công làm vua tới năm 449 TCN, tất cả 12 năm. Con ông là Kỷ Giản công lên nối ngôi.